# Territoriale indeling van Goiás

Goiás

De Braziliaanse deelstaat Goiás is ingedeeld in 5 mesoregio's, 18 microregio's en 246 gemeenten.

## Mesoregio Centro Goiano
5 microregio's, 82 gemeenten

### Microregio Anápolis
20 gemeenten:
Anápolis -
Araçu -
Brazabrantes -
Campo Limpo de Goiás -
Caturaí -
Damolândia -
Heitoraí -
Inhumas -
Itaberaí -
Itaguari -
Itaguaru -
Itauçu -
Jaraguá -
Jesúpolis -
Nova Veneza -
Ouro Verde de Goiás -
Petrolina de Goiás -
Santa Rosa de Goiás -
São Francisco de Goiás -
Taquaral de Goiás

### Microregio Anicuns
13 gemeenten:
Adelândia -
Anicuns -
Aurilândia -
Avelinópolis -
Americano do Brasil -
Buriti de Goiás -
Firminópolis -
Mossâmedes -
Nazário -
Sanclerlândia -
Santa Bárbara de Goiás -
São Luís de Montes Belos -
Turvânia

### Microregio Ceres
22 gemeenten:
Barro Alto -
Carmo do Rio Verde -
Ceres -
Goianésia -
Guaraíta -
Guarinos -
Hidrolina -
Ipiranga de Goiás -
Itapaci -
Itapuranga -
Morro Agudo de Goiás -
Nova América -
Nova Glória -
Pilar de Goiás -
Rialma -
Rianápolis -
Rubiataba -
Santa Isabel -
Santa Rita do Novo Destino -
São Luís do Norte -
São Patrício -
Uruana

### Microregio Goiânia
17 gemeenten:
Abadia de Goiás -
Aparecida de Goiânia -
Aragoiânia -
Bela Vista de Goiás -
Bonfinópolis -
Caldazinha -
Goianápolis -
Goiânia -
Goianira -
Guapó -
Hidrolândia -
Leopoldo de Bulhões -
Nerópolis -
Santo Antônio de Goiás -
Senador Canedo -
Terezópolis de Goiás -
Trindade

### Microregio Iporá
10 gemeenten:
Amorinópolis -
Cachoeira de Goiás -
Córrego do Ouro -
Fazenda Nova -
Iporá -
Israelândia -
Ivolândia -
Jaupaci -
Novo Brasil -
Moiporá

## Mesoregio Leste Goiano
2 microregio's, 32 gemeenten

### Microregio Entorno de Brasília
20 gemeenten:
Abadiânia -
Água Fria de Goiás -
Águas Lindas de Goiás -
Alexânia -
Cabeceiras -
Cidade Ocidental -
Cocalzinho de Goiás -
Corumbá de Goiás -
Cristalina -
Formosa -
Luziânia -
Mimoso de Goiás -
Novo Gama -
Padre Bernardo -
Pirenópolis -
Planaltina -
Santo Antônio do Descoberto -
Valparaíso de Goiás -
Vila Boa -
Vila Propício

### Microregio Vão do Paranã
12 gemeenten:
Alvorada do Norte -
Buritinópolis -
Damianópolis -
Divinópolis de Goiás -
Flores de Goiás -
Guarani de Goiás -
Iaciara -
Mambaí -
Posse -
São Domingos -
Simolândia -
Sítio d'Abadia

## Mesoregio Noroeste Goiano
3 microregio's, 23 gemeenten

### Microregio Aragarças
7 gemeenten:
Aragarças -
Arenópolis -
Baliza -
Bom Jardim de Goiás -
Diorama -
Montes Claros de Goiás -
Piranhas

### Microregio Rio Vermelho
9 gemeenten:
Araguapaz -
Aruanã -
Britânia -
Faina -
Goiás -
Itapirapuã -
Jussara -
Matrinchã -
Santa Fé de Goiás

### Microregio São Miguel do Araguaia
7 gemeenten:
Crixás -
Mozarlândia -
Mundo Novo -
Nova Crixás -
Novo Planalto -
São Miguel do Araguaia -
Uirapuru

## Mesoregio Norte Goiano
2 microregio's, 27 gemeenten

### Microregio Chapada dos Veadeiros
8 gemeenten:
Alto Paraíso de Goiás -
Campos Belos -
Cavalcante -
Colinas do Sul -
Monte Alegre de Goiás -
Nova Roma -
São João d'Aliança -
Teresina de Goiás

### Microregio Porangatu
19 gemeenten:
Alto Horizonte -
Amaralina -
Bonópolis -
Campinorte -
Campos Verdes -
Campinaçu -
Estrela do Norte -
Formoso -
Mara Rosa -
Minaçu -
Montividiu do Norte -
Mutunópolis -
Niquelândia -
Nova Iguaçu de Goiás -
Porangatu -
Santa Tereza de Goiás -
Santa Terezinha de Goiás -
Trombas -
Uruaçu

## Mesoregio Sul Goiano
6 microregio's, 82 gemeenten

### Microregio Catalão
11 gemeenten:
Anhanguera -
Campo Alegre de Goiás -
Catalão -
Corumbaíba -
Cumari -
Davinópolis -
Goiandira -
Ipameri -
Nova Aurora -
Ouvidor -
Três Ranchos

### Microregio Meia Ponte
21 gemeenten:
Água Limpa -
Aloândia -
Bom Jesus de Goiás -
Buriti Alegre -
Cachoeira Dourada -
Caldas Novas -
Cromínia -
Goiatuba -
Inaciolândia -
Itumbiara -
Joviânia -
Mairipotaba -
Marzagão -
Morrinhos -
Panamá -
Piracanjuba -
Pontalina -
Porteirão -
Professor Jamil -
Rio Quente -
Vicentinópolis

### Microregio Pires do Rio
10 gemeenten:
Cristianópolis -
Gameleira de Goiás -
Orizona -
Palmelo -
Pires do Rio -
Santa Cruz de Goiás -
São Miguel do Passa-Quatro -
Silvânia -
Urutaí -
Vianópolis

### Microregio Quirinópolis
10 gemeenten:
Cachoeira Alta -
Caçu -
Gouvelândia -
Itajá -
Itarumã -
Lagoa Santa -
Paranaiguara -
Quirinópolis -
São João da Paraúna -
São Simão

### Microregio Sudoeste de Goiás
18 gemeenten:
Aparecida do Rio Doce -
Aporé -
Castelândia -
Caiapônia -
Chapadão do Céu -
Doverlândia -
Santa Helena de Goiás -
Santa Rita do Araguaia -
Perolândia -
Serranópolis -
Palestina de Goiás -
Santo Antônio da Barra -
Montividiu -
Rio Verde -
Jataí -
Maurilândia -
Mineiros -
Portelândia

### Microregio Vale do Rio dos Bois
12 gemeenten:
Acreúna -
Campestre de Goiás -
Cezarina -
Edealina -
Edéia -
Indiara -
Jandaia -
Palmeiras de Goiás -
Palminópolis -
Paraúna -
Turvelândia -
Varjão
Acre · Alagoas · Amapá · Amazonas · Bahia · Ceará · Espírito Santo · Federaal District · Goiás · Maranhão · Mato Grosso · Mato Grosso do Sul · Minas Gerais · Pará · Paraíba · Paraná · Pernambuco · Piauí · Rio de Janeiro · Rio Grande do Norte · Rio Grande do Sul · Rondônia · Roraima · Santa Catarina · São Paulo · Sergipe · Tocantins